# ديفيد كوب
ديفيد كوب (بالإنجليزية:  David Koepp)‏ (مواليد 9 يونيو 1963) هو كاتب سيناريو ومخرج أفلام أمريكي. إنه تاسع أنجح كاتب سيناريو على الإطلاق من حيث إيرادات شباك التذاكر في الولايات المتحدة بإجمالي يزيد عن 2.3 مليار دولار. من أهم أعماله ككاتب الحديقة الجوراسية (1993) ومهمة مستحيلة (1996)، ومن أهم أعماله كمخرج فيلما النافذة السرية (2004) وموردكاي (2015) وهما من بطولة جوني ديب.

## نبذة عنه
ديفيد كيب هو كاتب وسيناريست و مخرج سينمائي أمريكي. كتب ديفيد السيناريو للكثير من الأفلام مثل جوراسيك بارك 1993 و مهمة مستحيلة 1996 و النافذة السرية 2004 و إنديانا جونز ومملكة الجمجمة الكريستالية 2008 و ملائكة وشياطين 2009 و غيرها من الأفلام.
أخرج ديفيد أيضاً العديد من الأفلام مثل بريميوم رش 2012 و مدينه الاشباح 2008 و غيرها من الأفلام لكن يأتي علي رأس أعماله الإخراجية فيلما النافذة السرية 2004 و موردكاي 2015 و هما من بطولة جوني ديب، ويعتبر هذان الفيلمان أهم عملين في مسيرته الفنية.

## روابط خارجية
- ديفيد كوب على موقع IMDb (الإنجليزية)
- ديفيد كوب على موقع IMDb (الإنجليزية)
- ديفيد كوب على موقع روتن توميتوز (الإنجليزية)
- ديفيد كوب على موقع ألو سيني (الفرنسية)
- ديفيد كوب على موقع ميوزك برينز (الإنجليزية)
- ديفيد كوب على موقع تيرنر كلاسيك موفيز (الإنجليزية)
- ديفيد كوب على موقع أول موفي (الإنجليزية)
- ديفيد كوب على موقع بوكس أوفيس موجو (الإنجليزية)
- ديفيد كوب على موقع قاعدة بيانات الأفلام السويدية (السويدية)
- ديفيد كوب على موقع إن إن دي بي (الإنجليزية)